# Katedra św. Mirina w Paisley
Katedra św. Mirina w Paisley (ang. The Cathedral Church of Saint Mirin in Paisley) – katedra rzymskokatolicka w Paisley. Główna świątynia diecezji Paisley. Mieści się przy E. Buchanan Street.
Budowa świątyni zakończyła się w 1931, konsekrowana w 1931. Reprezentuje styl neoromański. Nie posiada wieży.